# Holmia
Holmia – wymarły rodzaj trylobitów żyjący w okresie kambryjskim. 
Opis
Stosunkowo duży trylobit (kilka do 10 cm) o długiej tarczy tułowiowej złożonej z licznych segmentów (16), bardzo małej tarczy ogonowej i dużej tarczy głowowej z wydłużoną glabellą. Cały pancerz lekko wydłużony. Kolce policzkowe masywne, dość krótkie. Tarcza głowowa bardzo wyraźnie oddzielona od tułowiowej. 
Znaczenie:
Skamieniałości różnych gatunków Holmia są jednymi z najbardziej charakterystycznych skamieniałości przewodnich dla kambru dolnego Europy. Czasami cały kambr dolny (dla tej części, w której istniały trylobity) określa się jako zonę Holmia). 
Występowanie:
Rodzaj typowy dla tzw. trylobitowej prowincji akado-bałtyckiej: Europa, także Maroko. Występuje licznie w Polsce w Górach Świętokrzyskich. 
Zasięg wiekowy
Kambr wczesny

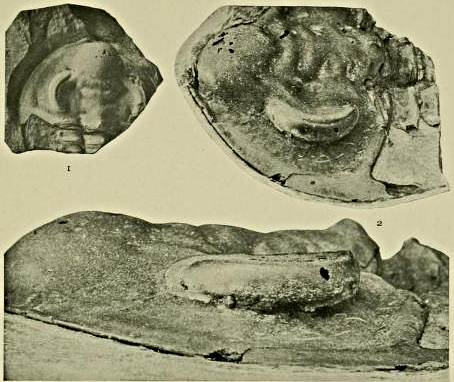
Cephalon z Holmia kjerulfi, z różnych punktów widzenia

Wybrane gatunki o dużej wartości stratygraficznej:
- Holmia kjerulfi
- Holmia grandis
- Holmia glabra
- Holmia orienta